# Sermoise-sur-Loire
Sermoise-sur-Loire – miejscowość i gmina we Francji, w regionie Burgundia-Franche-Comté, w departamencie Nièvre.
Według danych na rok 1990 gminę zamieszkiwało 1545 osób, a gęstość zaludnienia wynosiła 62 osoby/km² (wśród 2044 gmin Burgundii Sermoise-sur-Loire plasuje się na 139. miejscu pod względem liczby ludności, natomiast pod względem powierzchni na miejscu 290.).